# Marie-Claude Beaud
Pour les articles homonymes, voir Beaud.
Marie-Claude Beaud, née à Besançon le 22 février 1946 et morte le 29 décembre 2024 à Toulon, est une commissaire d'expositions et directrice d'institutions artistiques française. À partir d'avril 2009, elle dirige le Nouveau musée national de Monaco.

## Biographie
Née de parents tous deux avocats, Marie-Claude Beaud grandit à Besançon. 
Elle saute des classes, ce qui lui permet d’entrer à 17 ans dans une faculté de lettres.
Elle travaille dès son adolescence, d'abord en pâtisserie, puis à 17 ans en tant que documentaliste à l'Institut d'histoire de l'Art.
Elle fait ses études à l’université de Besançon entre 1963 et 1968, où elle obtient un diplôme d'histoire de l'art et d'archéologie. Pendant ces années, elle rencontre l’historien d’art Maurice Besset, dont l'influence la convainc d'orienter ses études sur l’histoire de l’art moderne et contemporain, avant de faire un diplôme d’études approfondies à Grenoble.
À l'issue de ses études, elle est nommée conservatrice adjointe au musée de Grenoble aux côtés de Maurice Besset. En parallèle, Marie-Claude Beaud enseigne à l’université de Grenoble. En 1975, elle devient directrice par intérim du musée de Grenoble aux côtés du conservateur du musée Thierry Raspail, poste qu'elle occupe jusqu'en 1978. À cette époque, elle fera entrer dans les collections du musée des planches de bande dessinée, attitude révolutionnaire, la direction des musées de France lui avait alors fait remarquer qu'elle devait « faire des acquisitions sérieuses ».
De 1978 à 1984, elle est conservatrice du musée de Toulon où elle réinterprète les collections d’archéologie et de beaux-arts avec des artistes. Elle y développe avec l’aide d’artistes et d’enseignants un département éducatif actif dans les écoles et les lycées. En parallèle, elle enseigne à l’école d’Art et d’Architecture à Marseille ainsi qu’à l’université d’Aix-Marseille.
En 1984, elle devient directrice-fondatrice de la Fondation Cartier pour l’art contemporain, où elle met en place des résidences d’artistes, présente un programme de spectacles vivants et organise des expositions thématiques, comme l’exposition en 1990 sur les liens entre Andy Warhol et le Velvet Underground, ce dernier se reformant pour l’occasion. Au milieu des années 1980, elle travaille avec l’architecte Jean Nouvel sur l’implantation de la Fondation dans un nouveau bâtiment boulevard Raspail, qui a ouvert en 1994 où elle a lancé le programme multimédia des Soirées Nomades.
C'est en 1994 qu'elle devient directrice générale de l’American Center à Paris où elle demeure deux ans jusqu'à la fermeture de l'établissement. Pendant ces quelques mois, elle ancre la programmation dans la culture urbaine en coproduisant notamment avec RADIOFG le festival de musique électronique Global Tekno.
En février 1997, elle est nommée directrice des musées de l'Union centrale des Arts décoratifs (UCAD), qui représente le musée des Arts décoratifs, le musée Nissim-de-Camondo, celui des Arts décoratifs, de la mode et du textile ainsi que le musée de la Publicité.
En janvier 2000, la Fondation Musée d’Art Moderne Grand-Duc Jean lui demande de diriger le Mudam à Luxembourg. Dès son arrivée, elle crée un comité scientifique qui la conseille dans les acquisitions d'œuvres, multiplie les partenariats avec les institutions internationales et du pays, et initie, avec les artistes, un programme de commandes ouvert à tous les champs de la création. Intitulé « Be The Artists’ Guest », ce programme devient très vite le concept directeur du musée : un lieu de rencontre vivant, pensé de la cave au grenier par les artistes. Le Mudam, dont le bâtiment a été conçu par I.M. Pei, ouvre ses portes en juillet 2006 avec l’exposition Eldorado. Entre sa prise de fonctions et l'ouverture du bâtiment, elle choisit de faire vivre le musée de manière virtuelle, avec un site web conçu par l'artiste Claude Closky, sur lequel se trouvent notamment un magazine et une galerie d'œuvres d'art numérique, avec des contributions de Peter Kogler, Paul Devautour, David Shrigley, Hervé Graumann, Pierre Leguillon, Alexandra Midal, Jean-Charles Massera, etc.
Au début des années 2000, elle est commissaire pour le Luxembourg à la Biennale de Venise, et remporte pour l’édition 2003 le Lion d’Or de la meilleure participation nationale, premier de l’histoire à avoir été attribué à un pavillon hors des Giardini, avec le travail de l’artiste luxembourgeoise Su-Mei Tse.
En 2005, la princesse Caroline de Hanovre demande à Marie-Claude Beaud de prendre la tête de la direction artistique du Prix International d'Art Contemporain de la Fondation Prince Pierre de Monaco. 
À partir d'avril 2009, Marie-Claude Beaud dirige le Nouveau musée national de Monaco, constitué de la Villa Paloma et de la Villa Sauber.

## Conseils d’administration et comités
- FFAI / American Center Foundation, New York, États-Unis (vice-présidente)
- Fondation Cartier, Paris, France
- Villa Noailles, Hyères, France
- Palais de Tokyo, Paris, France
- Fondation Boghossian, Bruxelles, Belgique
- Fondation Prince Pierre de Monaco, Monaco
- Commission des acquisitions, Louvre Abou Dhabi, Émirats
- Commission artistique, Byrd Hoffman Watermill Foundation, New York, États-Unis
- International advisory board, Atopos Athens, Grèce

## Distinctions
- Chevalière de l'ordre des Arts et des Lettres (décerné par le ministère de la Culture, France)
- Officier de l’ordre de mérite civil et militaire d’Adolphe de Nassau (décerné par le Grand-Duc Jean de Luxembourg, 2008)
- Commandeur de l'ordre de la Couronne de chêne (décerné par le ministère de la Culture, Luxembourg, 2012)[10]
- Commandeur de l'ordre du Mérite culturel (2021)[11]
- Chevalière de la Légion d'honneur (remise par Fleur Pellerin, Ministre de la Culture et de la Communication, France, 2015)